# Johannisnacht

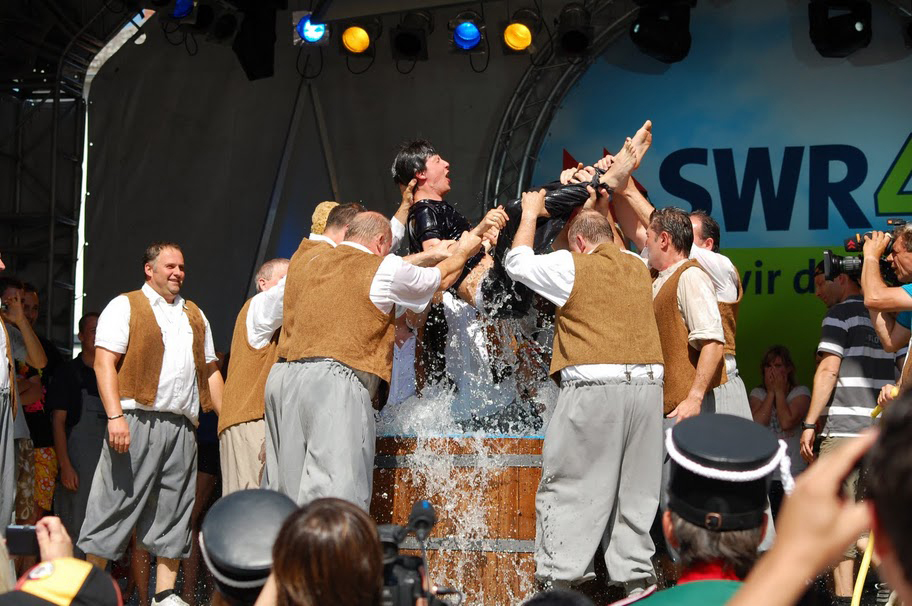
Le grand « Baptême des imprimeurs », ou en allemand « Gautschen », perpétué lors de la célébration de la Johannisnacht en juin 2010 à Mayence.

La Johannisnacht est une grande fête populaire qui a lieu chaque année à Mayence, en Rhénanie-Palatinat. La fête a lieu environ le 24 juin.

## Histoire
La traditionnelle Nuit de la Saint-Jean à Mayence est fêtée la première fois en 1967. À côté du carnaval de Mayence et du marché aux vins, c'est une des trois grandes fêtes populaires de la ville et le point culminant de la saison des fêtes. La célébration est liée thématiquement à Gutenberg et nourrit l'image de marque  de Mayence comme ville d'art, ville de l'imprimerie et ville littéraire.

## Déroulement
Pendant les quatre jours de fête, la musique, le théâtre et les groupes folkloriques envahissent la vieille ville. Sur la place Ballplatz, appelée « place de Paume » pendant l’administration française du Premier Empire, on trouve le marché aux livres, aujourd'hui l'un des marchés du livre ancien et de graphisme les plus importants d'Allemagne. Le grand « baptême des imprimeurs », en allemand : « Gautschen », a lieu près du musée Gutenberg, sur la place Liebfrauenplatz.
Une composante traditionnelle de la Johannisnacht de Mayence était jusqu'en 2005 la joute nautique, depuis elle a été supprimée du programme.

## Littérature
- (de) Günter Schenk: Die Mainzer Johannisnacht. en: Mainz. Vierteljahreshefte für Kultur, Politik, Wirtschaft, Geschichte. Nummer 2. Jahrgang 1981. Verlag H. Schmidt Mainz, p. 48–51, ISSN 0720-5945